# Haralds Puntulis
Haralds Puntunlis (geboren 1909 als Haralds Petrowitsch Puntulis im Gouvernement Jaroslawl des Russischen Kaiserreiches; gestorben im Juli 1982 in Toronto) war während der Besatzung Lettlands durch Deutschland  im Zweiten Weltkrieg ein Polizeichef. Für seine Beteiligung an Kriegsverbrechen während dieser Zeit wurde er in absentia zum Tode verurteilt.
1948 emigrierte Puntulis nach Kanada.
Puntulis wurde für die Beteiligung an der Ermordung von 15.000 Partisanen, Juden und Zigeunern sowie der Versklavung vieler anderer angeklagt. Nach 19 Prozesstagen wurde Harald Puntulis im Jahre 1965 für „die Beteiligung an der Vernichtung aller Juden in den Dörfern Silmalas, Malta und Riebiņi […] für das Leiten des Erschießungskommando zur Hinrichtung der Einwohner von Audriņi“ in absentia zum Tode verurteilt. Die Behörden der UdSSR forderten Kanada laut des "Rodal Reports" (siehe weiter unten) mindestens viermal auf, Puntulis auszuliefern, doch Kanada lehnte dies jeweils ab. Über dieses Gerichtsverfahren wurde im Kinostudio Riga ein Dokumentarfilm von Viktors Lorencs und Herz Frank Spriedums nav pārsūdzams („Das Urteil ist nicht anfechtbar“) gedreht.

## Aufarbeitung
Der im September 1986 von der kanadischen Regierung veröffentlichte Bericht Nazi War Criminals in Canada: the Historical and Policy Setting from the 1940s to the Present, herausgegeben vom Historiker Alti Rodal, weswegen der Bericht in der Öffentlichkeit auch kurz "Rodal Report" genannt wurde, beleuchtet die Geschichte von in Kanada untergetauchten NS-Verbrechern. Er wurde von 1985 bis 1986 für die Commission of Inquiry on War Criminals in Canada (dt. „Untersuchungskommission über Kriegsverbrecher in Kanada“) unter der Leitung des ehemaligen Quebecer Richters Jules Deschênes erstellt, der den Vorwürfen nachging, dass Kanada zu einem sicheren Hafen für Nazi-Kriegsverbrecher und -Kollaborateure geworden sei. Puntulis, der im Bericht F genannt wird, wird als "an ardent Nazi lackey, not only cooperating actively with the occupying German forces but actually serving their Jewish and Gypsy extermination squads" (dt. „ein eifriger Lakai der Nazis, der nicht nur aktiv mit den deutschen Besatzungstruppen zusammenarbeitete, sondern sogar deren Juden- und Zigeuner-Vernichtungskommandos diente“) beschrieben.

## Anmerkung
1. ↑  insgesamt 5000 Juden